# Дом Энтони и Сьюзен Уолк
Дом Энтони и Сьюзен Уолк (англ. Anthony and Susan Cardinal Walke House) — это исторический дом в западной части города Чилликоти, штат Огайо, США. 

## История
Дом был построен около 1812 года в стиле колониального возрождения, и по архитектуре соответствует стилю раннего периода независимости Соединённых Штатов. Его строители, как и многие другие первые жители Чилликоти, были уроженцами Вирджинии, которые привезли большую часть своего культурного наследия с собой на Старый Северо-Запад.
Приблизительная дата строительства дома Уолков известна из местных земельных документов, из которых известно, что вскоре после 1812 года стоимость недвижимости выросла с 5 до 223 долларов за акр. Здание было частично построено при Томасе Джеймсе, который владел этим объектом и землёй с 1812 по 1819 год. Однако он так и не закончил строительство, поскольку записи в земельном реестре указывают, что оно было завершено под управлением Кадвалладера Уоллеса, который владел им с 1819 по 1820 годы. Уоллес продал эту землю Энтони Уолку, в честь которого и был позднее названо здание. Среди членов семьи Уолк был второй сын Энтони, Генри, который стал выдающимся художником и адмиралом во флоте Соединённых Штатов.
В архитектуре дома Уолков присутствуют различные элементы федерального и стиля классического возрождения, в том числе выдающийся фронтальный портик с четырьмя колоннами. Это одноэтажное здание, которое опирается на фундамент из песчаника. Дом имеет такие элементы, как фонарь, несколько палладианских окон и шатровая крыша. Несмотря на некоторые изменения, сделанные в начале XX века, дом сохранился в значительной степени таким, каким он был на момент постройки. Внутренняя отделка из дерева была сохранена, как и все внешние элементы, кроме крыши.
В 2007 году Дом Уолков был включен в Национальный реестр исторических мест, по причине его важного места в архитектуре города Чилликоти.